# 고센고쿠촌 (니가타현)
고센고쿠촌(五千石村)은 니가타현 산토군에 설치되었던 촌이다. 현재의 나가오카시, 쓰바메시에 해당한다.